# EDDHA
ایی‌دی‌دی‌اچ‌ای (به انگلیسی: EDDHA) با فرمول شیمیایی C۱۸H۲۰N۲O۶ یک ترکیب شیمیایی با شناسه پاب‌کم ۱۴۴۳۲ است. که جرم مولی آن ۳۶۰٫۳۶۱۲ g/mol می‌باشد. 